# Maureen Kerwin
Maureen Kerwin (* 21. Juli 1949 in München) ist eine französische Schauspielerin. 

## Leben
1973 gab sie in Philippe Labros Der Erbe an der Seite von Jean-Paul Belmondo ihr Filmdebüt. Es folgten u. a. der englische Thriller Fluchtpunkt Marseille (1974) mit Michael Caine, die Komödie Ein Pauker zum Verlieben (1978) und David Hamiltons Die Geschichte der Laura M. Ihre letzte Kinorolle hatte Maureen Kerwin 1989 in der Literaturverfilmung Der wiedergefundene Freund als Tochter von Jason Robards’ Figur. Anschließend stand sie nur noch als Gastdarstellerin für drei Folgen der Serie St. Tropez zwischen 2003 und 2005 vor der Kamera.
Maureen Kerwin war von 1983 bis 1998 mit dem US-amerikanischen Regisseur Jerry Schatzberg verheiratet.

## Filmografie (Auswahl)
- 1973: Der Erbe (L'héritier)
- 1974: Fluchtpunkt Marseille (The Marseille Contract)
- 1977: Kommissar Moulin (Commissaire Moulin, Fernsehserie, 1 Folge)
- 1978: Ein Pauker zum Verlieben (Le Pion)
- 1979: Die Geschichte der Laura M (Laura, les ombres de l'été)
- 1983: Unverstanden (Misunderstood)
- 1989: Der wiedergefundene Freund (Reunion)
- 2003–2005: St. Tropez (Fernsehserie, 3 Folgen)